# Jatisari (Kedungjajang)
Jatisari is een bestuurslaag in het regentschap Lumajang van de provincie Oost-Java, Indonesië. Jatisari telt 2515 inwoners (volkstelling 2010).